# Jørgen Moe

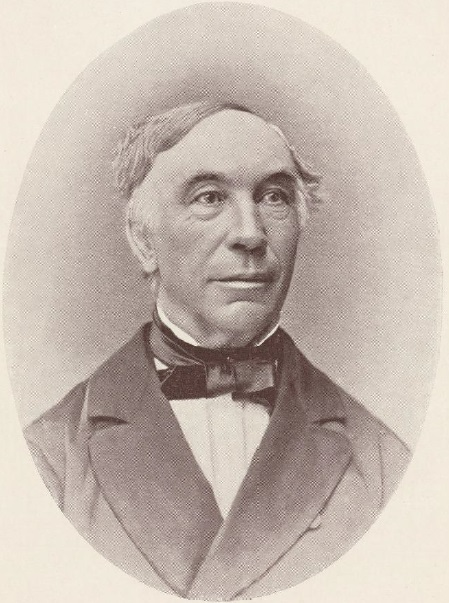
Jørgen Moe

Jørgen Engebretsen Moe (Hole, 22 april 1813 – Kristiansand, 27 maart 1882) was een Noors schrijver en verzamelaar van sprookjes en volksverhalen. Veel van deze sprookjes en volksverhalen zou hij uitgeven in samenwerking met zijn vriend Peter Christen Asbjørnsen, met wie hij meestal in een adem wordt genoemd.

## Leven en werk
Moe was van boerenafkomst. Zijn vader was tevens een vooraanstaand politicus. Hij studeerde theologie, waarin hij in 1845 professor werd aan de 'Krigsskolen' (de Noorse militaire academie). Van 1849 tot 1850 was hij verbonden aan de Universiteit van Oslo als onderzoeker van volksliteratuur. In 1853 werd hij uiteindelijk predikant in Sigdal en in 1875 bisschop van Kristiansand.
Samen met Asbjørnsen, die hij vanuit zijn studietijd kende, maakte Moe naam als verzamelaar van sprookjes en volksverhalen. Het meest bekend werd hun tussen 1841 en 1843 uitgegeven Norske folkeeventyr (noorse volksverhalen), een verzameling van 53 sprookjes in de geest van de gebroeders Grimm. Bijna alle heden ten dage bekende Noorse sprookjes komen er in voor, waaronder De drie geiten en Waarom is de zee zout?. Een typerend aspect in veel van deze sprookjes is te vinden in de figuur van Askelad, de geminachte derde zoon die er telkens weer in slaagt een heldendaad te verrichten om zo prinsessen of een vermogen te winnen. Verder figureren er veelvuldig trollen in de verhalen, die doorgaans fungeren als karikaturen van mensen.
Kenmerkend voor de sprookjes en volksverhalen van Moe en ook Asbjørnsen is dat ze deze niet publiceerden in hun ruwe vorm, maar nadrukkelijk herschreven. Hun werk is te plaatsen in een romantische traditie, maar kenmerkt door een opvallend realistische schrijfstijl.
Bij de tweede uitgave van Norske folkeeventyr in 1851 schreef Moe een wetenschappelijke inleiding die zowel wetenschappelijk als literair veel invloed zou hebben. Moe alsook Asbjørnsen ijverden in taalkundig opzicht voor het opnemen van Noorse woorden en vormen in de toentertijd op het Deens gebaseerde schrijftaal om er geleidelijk echt Noors van te maken, waarmee ze bijdroegen aan het ontstaan van het Riksmål.
Moe schreef naast sprookjes en volksverhalen ook kinderliteratuur en lyrische dichtwerken, waarin hij zich een bijzonder vormkunstenaar toont. Hij overleed in 1882, bijna 69 jaar oud. Zijn zoon Moltke (1859-1913) zou ook sprookjes verzamelen.

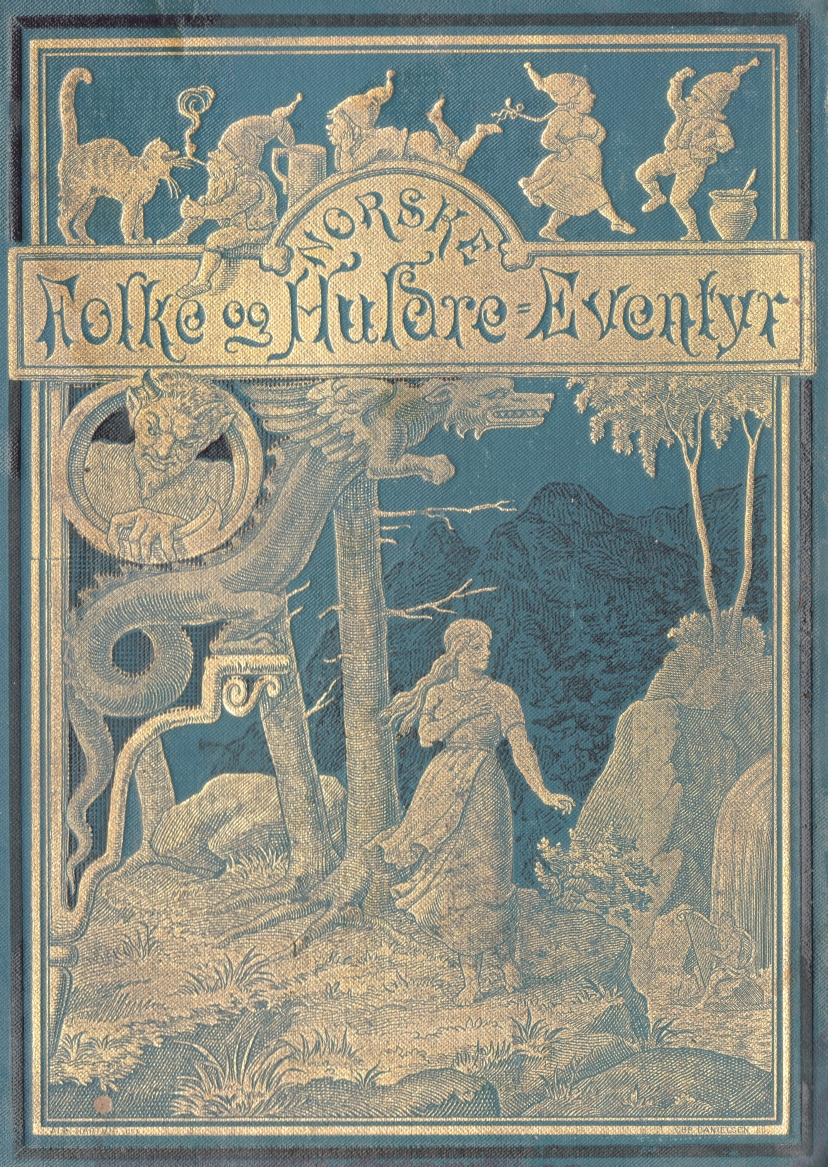
Norske folke- og huldreeventyr, uitgave van de sprookjes van Moe en Asbjørnson uit 1879

## Belangrijkste uitgaven
- Samling af Sange, Folkeviser og Stev i norske Allmuedialekter, 1840
- Norske folkeeventyr, 1841–1852, met Asbjørnsen
- Digte, 1849
- I Brønden og i Kjærnet, 1851
- At hænge på juletreet, 1855
- En liten julegave, 1860
- Samlede skrifter, 1877